# Napoléon et l'Europe
Napoléon et l'Europe est un feuilleton télévisé français-polonais en six épisodes de 52 minutes, filmé par six réalisateurs et diffusé chaque semaine à partir du 11 janvier 1991 sur FR3.

## Synopsis
La série Napoléon et l'Europe, replace l'Empereur au cœur de son projet européen, depuis son retour d'Égypte jusqu'à l'exil en Île d'Elbe.

## Contexte
Jean Gruault s'est chargé de l'écriture de quatre scénarios (sur six), sur les conseils de Jean Tulard.
La série est partagée entre six réalisateurs (dont les pays ont été marqués par l'histoire de l'Empereur), puis est diffusée sur la chaîne FR3 en 1991. Les personnages sont interprétés par les mêmes acteurs dans tous les épisodes, ce qui confère une unité aux films.

## Fiche technique
- Titre français : Napoléon et l'Europe
- Réalisateurs :
  - Le 18 brumaire, par Pierre Lary,
  - Berlin, ou le réveil de l'Allemagne, par Eberhard Itzenplitz (de)
  - Maria Walewska, par Krzysztof Zanussi
  - Le Blocus (Blokada) par José Fonseca e Costa
  - Moscou (Moskwa) par Janusz Majewski
  - La reddition, (Kapitulacja) par Francis Megahy
- Scénaristes : Jean Gruault, Jacek Fuksiewicz, Krzysztof Zanussi, Carlos Saboga
- Musique : Wojciech Kilar
- Costumes : Dorota Roqueplo et Andrzej Szenajch
- Production : Télécip
- Sociétés de production : Sept et FR3
- Casting : Lissa Pillu
- Photographie : Sławomir Idziak
- Pays d'origine : France, Pologne
- Langue : français
- Nombre d'épisodes : six épisodes
- Durée : 6x52 minutes
- Dates de première diffusion :  France : 11 janvier 1991

## Distribution
- Jean-François Stévenin : Napoléon Bonaparte
- Álvaro Faria (pt) :
- Béatrice Agenin : Joséphine de Beauharnais
- Nicolau Breyner (pt) : Araújo
- Jan Nowicki : Paul Barras
- Daniel Olbrychski : Józef Poniatowski
- Marek Kondrat : Adam Czartoryski
- Tadeusz Łomnicki : Mikhaïl Koutouzov
- Joanna Szczepkowska (pl) : Maria Walewska
- Ewa Wiśniewska (pl) : Fanny Bertrand
- Jerzy Kryszak (pl) : Joseph Fouché
- Jean-Claude Durand : Talleyrand
- Philippe Bouclet : Auguste Jean-Gabriel de Caulaincourt
- Alain MacMoy : Emmanuel de Las Cases
- Christoph Waltz : Charles Victoire Emmanuel Leclerc
- Günter Mack (de) : Dr Zimmer
- Jerzy Kamas (pl) : Sieyès
- Marek Barbasiewicz (pl) : Ségur
- Krzysztof Stroiński (pl) : Lavalette
- Andrzej Seweryn : tsar Alexandre Ier de Russie
- Bruno Madinier : Lucien Bonaparte
- Liliana Komorowska : Hortense de Beauharnais
- Mirosław Konarowski (pl) : Prince Eugène
- Adam Ferency : Duroc
- Jacques Frantz : Murat
- François Perrot : Talleyrand
- Mário Viegas : roi João VI de Portugal
- James Faulkner : capitaine anglaise Maitland
- Patrick Fierry : Junot
- Ana Padrão : Mme. Foy
- Canto e Casto: Inquisiteur
- Herman José: Thiébault
- Carlos César: Barreto
- Cecília Guimarães: Reine
- Filipe Ferrer: Coutinho
- Guilherme Filipe: Ménéval
- João Grosso: Loison
- José Fonseca e Costa: Wellesley
- Paula Guedes: Laure Junot
- Paulo Filipe:  Carrafa